# MBE Holding
MBE Holding S.p.A. è una società nata nel 2005 da una joint venture tra Euronext, proprietaria del 51%, e Borsa Italiana S.p.A., che ne detiene il 49%.
Nel gennaio 2006, MBE Holding S.p.A. ha acquistato, in qualità di società-veicolo utilizzata dai suoi due azionisti, il 60,37% del gruppo MTS.
Nel corso del 2006 e nella prima metà del 2007, MBE Holding S.p.A. è stata utilizzata da Euronext e Borsa Italiana S.p.A. per esercitare il controllo congiunto del gruppo MTS, attraverso accordi parasociali che definivano le rispettive aree di competenza nella definizione delle strategie della società controllata MTS S.p.A.
Nel mese di giugno 2007, Borsa Italiana S.p.A. ha esercitato un'opzione per l'acquisto della quota appartenente a Euronext, per un valore di circa 100 milioni di euro. Tale opzione derivava dagli accordi parasociali tra le due società, che prevedevano la possibilità per uno dei due soci di rilevare la quota del secondo, in caso di cambiamento del suo assetto societario. Nell'aprile 2007, Euronext era stata infatti acquisita dalla Borsa di New York (NYSE).
A partire dal 14 settembre 2007, Borsa Italiana S.p.A. è diventata quindi azionista unico di MBE Holding S.p.A.
A seguito di tale operazione, che ha portato Borsa Italiana S.p.A. a detenere l'intero capitale di MBE Holding S.p.A., la società è in corso di fusione per incorporazione nella stessa Borsa Italiana S.p.A., essendo di fatto venuta meno la funzione sociale della società, che consisteva nel regolare i rapporti tra Borsa Italiana ed Euronext in merito al controllo del Gruppo MTS.